# بريان كلارك
بريان كلارك (بالإنجليزية: Bryan Clark)‏ هو لاعب كرة قاعدة أمريكي، ولد في 12 يوليو 1956 في ماديرا في الولايات المتحدة.

## وصلات خارجية
- بريان كلارك على موقعبيزبول رفرنس.كوم (الدوري الرئيسي) (الإنجليزية)
- بريان كلارك على موقعبيزبول رفرنس.كوم (الدوري الثانوي) (الإنجليزية)